# Ваздушна пушка 4,5 mm М56
Ваздушна пушка 4,5  М56 ради на принципу избацивања зрна под притиском ваздуха. Намијењена је као помоћно средство за допуну обуке из наставе гађања пушком, у ком циљу налази широку примјену: у практичном и очигледном приказивању радњи и поступака; у провјери обучености и припремљености за гађање; у непосредној припреми за сва школска гађања и бојно гађање појединцем. Поред тога, користи се и у спортском стрељаштву. За гађање ваздушном пушком користе се оловна зрна специјалног облика.

## Опис и одржавање ваздушне пушке
Ваздушна пушка има сљедеће дијелове:
- Цијев
- Задњи нишан
- Отвор за пролаз ваздуха из сандука
- Полуга клипа
- Сандук
- Клип
- Опруга клипа
- Задњи ослонац опруге клипа
- Вретено клипа (задњи дио)
- Спојнице
- Запињача
- Чеп сандука
- Завртањ за регулисање јачине окидања
- Опруга обарача
- Обарач

Цијев служи да да зрну правац лета. На предњем дијелу цијеви је постоље мушице са мушицом као код пушке 7,9  М48. Задњи нишан има постоље, преклапач, гајку опругу и осовину. На преклапачу са горње стране су 23 цртице за постављање гајке на потребну даљину. Основни поддио задњег нишана је "О", што одговара даљини од 10 . Свака даља цртица одговара вриједности од 2 , тако да се на задњем нишану могу узети подаци за даљине до 50 . Сандук служи за спајање свих дијелова пушке, као и за смјештај и кретање клипа и повратне опруге. На задњем дијелу уздужног изреза предњег дијела сандука су два отвора. Горњи отвор служи за пролаз ваздуха из сандука, а доњи, већи је гнијездо за смјештај зуба утврђивача браве цијеви. Клип с вретеном служи за сабијање ваздуха у предњем дијелу шупљине сандука ради избацивања зрна из цијеви. У клипу је смјештено и учвршћено вретено. На вретено је навучена повратна опруга. Повратна опруга је спиралног облика и служи да при скидању потисне клип у предњи положај. Спојница служи да затвори задњи дио сандука и да споји дијелове за окидање са сандуком. Она је на предњем дијелу по средини уздужно изрезана ради смјештаја запињаче и главе обарача. Полуга клипа је на оба краја повијена навише и служи као спона између цијеви и клипа ради запињања клипа. Механизам за окидање служи за запињање клипа и за извршење окидања. Састоји се од обарача, запињаче и опруге обараче. Чеп сандука служи да затвори сандук са задње стране и као ослонац задњег дијела опруге обараче. Кундак служи за удобније руковање пушком, као и за спајање свих дијелова пушке.
Када је ријеч о одржавању ваздушне пушке, она се чисти послије сваке употребе, као и у случајевима када се примијети да на пушци има нечистоће или трагова рђе. Спољни метални дијелови се чисте крпама, а затим овлаш подмажу. Посебну пажњу треба обратити да сандук и клип буду подмазани и чисти. Лице које је одговорно за чистоћу и исправност пушке, дужно је да исту чува, прегледа, чисти и подмазује при свакој употреби. Када нису у употреби чувају се сошкама или у магацинима. При смјештају, пушка треба да је празна, а клип да се налази у предњем положају (да не би слабила повратна опруга). Гојка нишана треба да је у задњем положају. Остале одредбе су сличне као и код М48 пушке.